# Teoría de circuitos
En ingeniería eléctrica, la teoría de circuitos es aquella que comprende los fundamentos para el análisis de circuitos eléctricos y permite determinar los niveles de tensión y corriente en cada punto del circuito en respuesta a una determinada excitación.

## Parámetros concentrados y distribuidos
La teoría de circuitos es una simplificación de la teoría electromagnética de J. C. Maxwell, estas simplificaciones se basan en la consideración de corrientes cuasiestacionarias, lo que implica que sólo puede aplicarse cuando la longitud de onda de las señales (ondas electromagnéticas) presentes en el circuito es mucho mayor (x100 o más) que las dimensiones físicas de éste. Esto quiere decir que la propagación de las ondas en el circuito es instantánea. A estos circuitos a veces se les llama circuitos de parámetros concentrados.
Las líneas de transmisión, por ejemplo una línea telefónica, su comportamiento no puede estudiarse con la teoría de circuitos porque son demasiado largas. En lugar de ello se usa un modelo de parámetros distribuidos (modelo de Heaviside). En teoría de circuitos distribuidos para corrientes a muy altas frecuencias, por ejemplo, no es razonable asumir que toda la sección del cable transporta electricidad, ya que tanto experimentalmente como la teoría predicen que la densidad de corriente es mayor en la periferia, y el centro del conductor tiene una densidad de corriente menor. Esos fenómenos acaban siendo importantes en el diseño de una red eléctrica.

## Orígenes
Históricamente, la teoría de los circuitos eléctricos recibió el nombre de electrocinética y se desarrolló de una forma independiente de la teoría electromagnética. Las bases de esta rama de la ingeniería eléctrica están en la ley de Ohm y las leyes de Kirchhoff de circuitos eléctricos, y fueron aplicadas inicialmente a corrientes que no variaban con el tiempo, dada la utilización de generadores de corriente continua, como las pilas eléctricas. Sin embargo, cuando apareció la corriente alterna, la teoría debió adecuarse al tratamiento de cantidades que variaban sinusoidalmente en el tiempo, lo cual introdujo el uso de vectores estacionarios o fasores.
En los estudios universitarios de ingeniería eléctrica o electrónica suele darse como una asignatura cuyo objetivo es permitir el progreso del futuro ingeniero en las materias de naturaleza eléctrica, electrónica o Energía.
Para el aprendizaje de la teoría de circuitos es necesario tener unos conocimientos matemáticos básicos en geometría, resolución de sistemas de ecuaciones lineales, aritmética de números complejos y cálculo diferencial e integral. También es importante conocer los conceptos eléctricos de carga, potencial, campo electromagnético, corriente, energía y potencia.